# Anna Kun
Anna Kun, née le 25 juin 1995, est une escrimeuse hongroise.

## Carrière
Anna Kun fait ses débuts dans le grand tableau des championnats du monde en 2018. Dernière parmi les 64 qualifiées, elle est opposée au premier tour à la tête de série no 1 Mara Navarria. L'Italienne, qui finira la journée championne du monde, l'emporte par 15 à 9. 
Après une coupure liée à la pandémie de Covid, Anna Kun franchit un cap. Elle est finaliste du Grand Prix de Budapest en mars 2022, au terme d'un parcours qui la voit éliminer Lee Hye-in, Vivian Kong, Kristina Kuusk et Katrina Lehis (no 1 mondiale alors). Elle est sèchement battue par l'Italienne Alberta Santuccio pour la médaille d'or (7-15). En mai, elle atteint les demi-finales à Katowice, où elle tombe à nouveau contre Santuccio (10-15). Sa saison se termine par un troisième tour au championnats du monde, où elle s'incline contre Mara Navarria (9-14). Grâce à sa régularité, elle atteint la 3e place du classement mondial.
Elle franchit un palier supplémentaire lors de la saison suivante (2022-2023), qui commence par un nouveau podium au tournoi de Vancouver où elle s'incline en demi-finale face à une autre Italienne, Giulia Rizzi. Au Grand Prix de Budapest, elle récidive avec une nouvelle finale perdue contre Renata Knapik-Miazga. Après avoir égalisé à 9 secondes du terme de l'assaut, elle est battue en minute de priorité par la Polonaise, qui marque la touche victorieuse elle aussi à 9 secondes du terme de la prolongation. La déception est de courte durée pour Anna Kun, qui signe sa première victoire sur le circuit de Coupe du monde à Nanjing, battant Mara Navarria, Camille Nabeth puis Alexandra Louis-Marie (15-10) en finale. Aux championnats d'Europe, son parcours s'arrête en quarts de finale contre la Française Auriane Mallo (12-13). Aux mondiaux, le résultat est le même. Tête de série no 6, elle retrouve la no 3 Marie-Florence Candassamy en quart de finale et s'incline à nouveau d'une touche (13-14). Pour la deuxième fois, son adversaire victorieuse poursuivra sa route jusqu'au titre mondial. Par équipes, elle obtient une médaille d'argent européenne lors des Jeux européens, équivalent aux championnats d'Europe de la discipline. 
En 2023-2024, Anna Kun connaît un début de saison plus discret. Mais elle cimente sa place sur le podium du classement féminin en gagnant enfin le Grand Prix de Budapest, contre sa compatriote Eszter Muhari. Ce faisant, elle s'assure au minimum une place individuelle aux Jeux olympiques de Paris. Mais quelques semaines plus tard, au mois de mai, elle reçoit une suspension de deux ans pour trois manquements à ses obligations de localisation pour la lutte antidopage, qui la prive des jeux de Paris. Sa place est réattribuée à sa compatriote Muhari, 12e au classement et deuxième européenne non-qualifiée par équipes derrière l'Estonienne Nelli Differt.

## Palmarès
- Championnats d'Europe
  -  Médaille d'argent par équipes aux Jeux européens de 2023 à Cracovie

## Classement en fin de saison
| Année | 2013 | 2014 | 2015 | 2016 | 2017 | 2018 | 2019 | 2020 | 2021 | 2022 | 2023 |
| ----- | ---- | ---- | ---- | ---- | ---- | ---- | ---- | ---- | ---- | ---- | ---- |
| Rang  | 425  | 457  | 194  | 167  | 61   | 75   | 77   | 95   | 61   | 3    | 4    |